# 丘除車林鞮単于
丘除車林鞮単于（きゅうちょしゃりんていぜんう、拼音：Qiūchúchēlíndīchányú, ? - 63年）は、中国後漢時代の南匈奴の単于。丘浮尤鞮単于の子。丘除車林鞮単于というのは称号で、姓は虚連題氏、名は蘇という。

## 生涯
丘浮尤鞮単于の子として生まれる。
永平6年（63年）、醢僮尸逐侯鞮単于が薨去すると、蘇が丘除車林鞮単于として即位するが、数か月で薨去したので、醢僮尸逐侯鞮単于の弟の長（湖邪尸逐侯鞮単于）が代わって立った。

## 参考資料
- 『後漢書』（南匈奴列伝）